# 샤를 6세
샤를 6세(프랑스어: Charles VI, 1368년 12월 3일 ~ 1422년 10월 21일)는 프랑스의 국왕이다. 친애왕(프랑스어: le Bienaimé), 광인왕(프랑스어: le Fol 또는 le Fou)으로 불리기도 한다.

## 초년

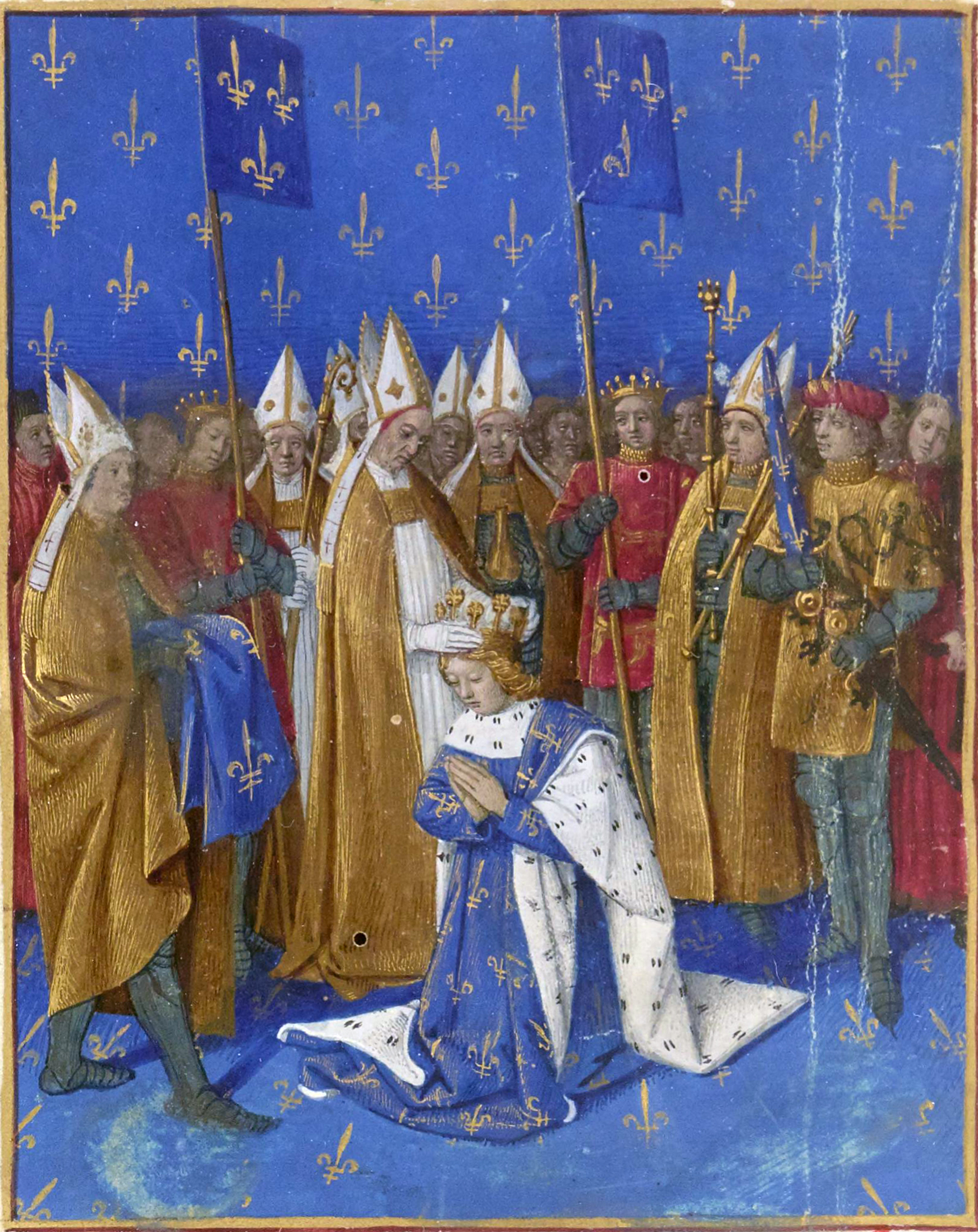
샤를 6세의 대관식

샤를 6세는 1368년 12월 3일 프랑스 국왕 샤를 5세와 부르봉의 잔 사이의 아들로 파리에서 태어났다. 태어나자마자 그는 도팽의 작위를 얻었고, 최초로 유아기에 도팽의 작위를 얻은 프랑스의 왕자가 되었다. 그는 메지에르의 필리프에게 교육을 받았고, 1380년 12살의 나이로 프랑스 국왕이 되었으나 왕으로서의 권한은 숙부인 앙주 공작 루이, 베리 공작 장, 부르고뉴 공작 필리프 2세와 외삼촌 부르봉 공작 루이 2세 등에게 할당되었다. 사망한 샤를 5세의 칙령으로 인하여 숙부 앙주 공작 루이가 샤를 6세의 섭정을 맡게 되었고 샤를 6세의 보호와 파리와 노르망디의 관리는 부르고뉴 공작과 부르봉 공작이 맡았다. 베리 공작은 핵심 직책을 맡지 못한 대신 랑그도크와 기옌을 차지하게 되었다. 앙주 공작의 섭정은 오랫동안 지속되지 못하였고, 그는 상당한 양의 세금을 내면서 샤를 5세의 영지를 가지는 것에서 만족해야했다. 앙주 공작은 1382년 이탈리아의 나폴리를 공격하는 데 일조하기 위해서 떠났다.
샤를 5세가 사망할 당시 남부 프랑스 지역에는 불만을 가진 세력들이 있었는데, 앙주 공작이 샤를 5세가 면제해 주었던 세금을 다시 거두려고 하자 퓌와 몽필리에에서 반란이 일어났고, 파리, 루앙, 플랑드르, 아미앵, 오를레앙, 랭스 등의 수많은 지역에서 반란이 발생하였다. 샤를 6세는 플랑드르 백작을 돕기 위해서 출정하였고, 1382년 11월 27일 루스비크 전투에서 반란군 지도자 필립 반 아르테벨데를 격파하였고 다음해 1월 파리로 돌아왔다. 잉글랜드가 플랑드르의 도시들에게 보낸 원조로 인해서 샤를 6세는 잉글랜드 원정을 결정하였다. 그러나 1385년 장 드 비엔은 스코틀랜드에 원활하게 상륙하지 못하였고, 원정을 위한 슬루이스의 함대 역시 잉글랜드 군에 의해서 파괴되어 출정이 지연되었다.

## 정신병

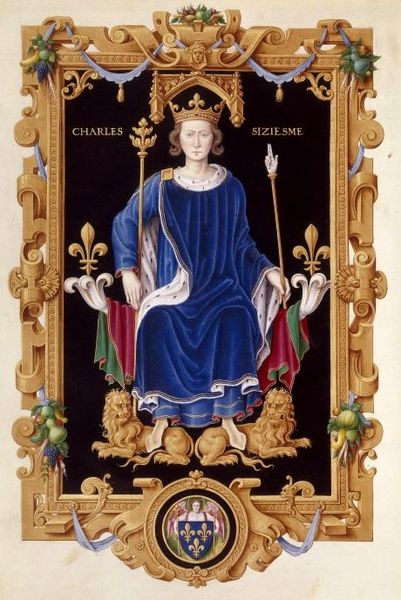
샤를 6세

1385년 샤를 6세는 슈테판 3세의 딸인 바이에른의 이자보와 결혼하였다. 프랑스에서 그녀는 이자보라는 이름으로 불리었다. 1388년 투렌 공작 루이 도를레앙의 도움으로 샤를 6세는 삼촌들로부터 벗어나 친정에 나설 수 있었다. 그는 궁정을 샤를 5세의 신하들로 채워나갔다. 1390년 그는 베리 공작으로부터 랑그도크 지역을 몰수하였다. 몇 년간 그는 국가를 잘 이끌어 나갔으나, 1392년 브르타뉴로 가는 중 르망에서 샤를 6세에게 정신병이 발생하였다. 이로 인해서 샤를 6세는 더 이상 국정을 직접 이끌어가기가 힘들게 되었다. 샤를 6세의 정신병으로 인해서 샤를 6세가 임명하였던 샤를 5세의 신하들은 다시 밀려났으며, 왕족들이 다시 권력을 차지하게 되었다. 이들은 왕을 대신하여 국가를 다스리기 시작한 부르고뉴 공작 필리프 2세와 이에 반대하는 오를레앙 공작 루이 1세 드 발루아를 중심으로 두 파로 나뉘었다.
1396년 잉글랜드의 국왕 리처드 2세와 샤를 6세의 딸인 발루아의 이자벨의 결혼으로 인하여 잉글랜드와 프랑스 간에는 평화가 찾아올 것처럼 보였다. 그러나 1399년 리처드 2세가 헨리 볼링브룩에게 왕위를 찬탈 당하자 이러한 연합 역시도 효력을 잃게 되었다.
1398년 파리에서 열린 성직자 회의에서 프랑스 교회는 대립교황 클레멘스 7세를 계승한 베네딕토 13세를 인정하기를 거부하였다. 베네딕트 13세는 오를레앙 공작의 지지를 받고 있었지만, 부르고뉴 공작과 파리 대학교는 베네딕트 13세를 인정하기를 거부하였다. 1403년 베네딕토 13세는 권한을 되찾을 수 있었지만 1408년 샤를 6세가 스스로를 프랑스 교회의 보호자로 선포하자, 베네딕토 13세는 프랑스 교회에 대한 권한을 잃게 되었다.

## 권력 다툼
샤를 6세의 병세는 시간이 지날수록 심해져갔고, 1404년 궁중 내에서 상당한 세력을 가지고 있던 부르고뉴 공작 필리프 2세가 사망하자 권력을 두고 다툼이 일어나기 시작하였다. 새롭게 공작이 된 장 1세는 오를레앙 공작의 세력 확장으로 그의 아버지의 권력을 그대로 계승받지 못하였다. 왕비 이자보는 원래 부르고뉴 공작파를 지지하였으나, 샤를 6세의 병이 깊어지자 사실상 왕과는 단절되어있는 상태였다. 이자보의 위치는 부르고뉴파의 오데트 드 샴디브르가 대신하게 되었다. 이자보는 오를레앙 공작과 음모를 꾸몄다고 하여 고발당했다.
부르고뉴 공작과 오를레앙 공작의 다툼은 점점 커졌고, 결국 1407년 11월 23일 오를레앙 공작이 파리의 거리에서 살해당했다. 새롭게 오를레앙 공작이 된 샤를은 아르마냐크 백작 베르나르 7세의 딸과 결혼하였고, 이를 이용하여 베리, 부르봉, 브르고뉴 공작 등과 함께 부르고뉴 공작에 대항하였다. 이들은 아르마냐크 파로 불리었다. 1411년 부르고뉴 공작은 잉글랜드의 국왕 헨리 4세와 동맹을 채결하였다. 그러나 1412년 아르마냐크 파 역시 아키텐을 잉글랜드에 넘겨줄 것을 약속하고 잉글랜드의 지원을 받을 수 있었다.
1413년 4월 부르고뉴파인 시몽 카보슈가 군중들을 이끌고 도팽의 궁전을 공격하는 일이 발생하자 1413년 5월 27일 샤를 6세는 행정 개혁을 위한 칙령을 발표하였고 그 결과 왕의 고문 중 일부가 권한을 잃었다. 그러나 이 소요가 계속되자 오를레앙 공작은 사태를 진압할 명분을 가지게 되었고 결국 샤를 6세는 칙령을 다시 거두어들이고 가담자들을 추방하였다.
1414년 잉글랜드 국왕 헨리 5세는 부르고뉴파와 연합을 계속할 것을 결정하고 다시 프랑스 왕위를 주장하기 시작하였다. 헨리 5세는 1415년 아쟁쿠르 전투에서 승리를 거두었게 되었다. 같은 해 샤를 6세의 아들인 기옌 공작 루이가 사망하였고 1417년 다른 아들인 투렌 공작 장이 사망함에 따라 퐁티외 공작 샤를이 그의 상속자가 되었다. 파리는 아르마냐크 백작에 의해서 통치받고 있었고 왕비 이자보는 투르에 갇혀 있다가 부르고뉴로 탈출하였다. 1418년 5월 29일 부르고뉴파에 의해서 파리가 함락당하였고 장 2세와 왕비 이자보가 파리에 입성하였다. 그동안 헨리 5세는 노르망디의 정벌을 완료하였다.
1419년 장 1세가 도팽 샤를의 눈앞에서 아르마냐크 파에 의해서 살해당하였다. 샤를은 뒤를 이어 부르고뉴 공작이 된 필리프 3세, 왕비 이사보, 그리고 잉글랜드 국왕 헨리 5세와 함께 트루아 조약에 서명하였다. 그 결과 헨리 5세는 샤를 대신 프랑스의 왕위계승자가 되었고, 북부 프랑스가 잉글랜드에게 넘어가게 되었다. 샤를 6세는 상리스에서 머물하다 1422년 9월 파리로 돌아왔고 같은 해 10월 21일에 사망하였다.

## 가족 관계
왕비 바이에른의 이자보(Isabeau de Bavière)와의 사이에서 6남 6녀를 두었다.
| 사진 | 이름        | 생일             | 사망                    | 기타                                                             |
| ---- | ----------- | ---------------- | ----------------------- | ---------------------------------------------------------------- |
|      | 왕세자 샤를 | 1386년 9월 25일  | 1386년 12월 28일        | 요절                                                             |
|      | 잔          | 1388년 6월 14일  | 1390년 (2세)            | 요절                                                             |
|      | 이사벨      | 1389년 11월 9일  | 1409년 9월 13일 (19세)  | 잉글랜드 국왕 리처드 2세와 결혼 슬하 1녀                         |
|      | 잔          | 1391년 1월 24일  | 1433년 9월 27일 (42세)  | 브르타뉴 공작 장 5세와 결혼 슬하 4남 3녀                         |
|      | 왕세자 샤를 | 1392년 2월 6일   | 1401년 1월 13일 (8세)   | 요절                                                             |
|      | 마리        | 1393년 8월 24일  | 1438년 8월 19일 (44세)  | 수녀 미혼                                                        |
|      | 미셸        | 1395년 1월 11일  | 1422년 7월 8일 (27세)   | 부르고뉴 공작 필리프 3세와 결혼 슬하 1녀                         |
|      | 왕세자 루이 | 1397년 1월 22일  | 1415년 12월 18일 (18세) | 부르고뉴의 마르그리트와 결혼                                     |
|      | 왕세자 장   | 1398년 8월 31일  | 1417년 4월 5일 (18세)   | 에노의 자클린과 결혼                                             |
|      | 카트린      | 1401년 10월 27일 | 1437년 1월 3일 (35세)   | 잉글랜드 국왕 헨리 5세와 결혼 슬하 1남 오언 튜더와 재혼 슬하 1남 |
|      | 샤를 7세    | 1403년 2월 22일  | 1461년 7월 22일 (58세)  | 후임 프랑스 국왕                                                 |
|      | 필리프      | 1407년 11월 10일 | 1407년 11월             | 요절                                                             |

그리고 정부인 오데트 드 샹디베르(Odette de Champdivers)와의 사이에서 사생아 마르그리트 드 발루아(Marguerite de Valois)를 두었다.

## 참고 자료
본 문서에는 현재 퍼블릭 도메인에 속한 브리태니커 백과사전 제11판의 내용을 기초로 작성된 내용이 포함되어 있습니다.